# Баммат II
Баммат II Тарковский (—1794) — Тарковский шамхал (1777—1794).

## Происхождение и семья
По происхождению кумык. Сын Мехти I 

## Биография
Баммат-шамхал, имевший первенствующее значение в Дагестане и носивший титул валия (наместника),
по словам военного историка В. Потто, был сильнейшим из кавказских правителей» В 1785 году во время восстания шейха Мансура шамхал Баммат занял пророссийскую позицию. В 1786 году принял подданство Российской империи.Шамхал хорошо знавший статусную историю своих предков и свой политический вес, при вступлении в 1786 г. в русское подданство ставил единственным условием, чтобы у него был статус достоинство царя Грузинского, ибо , как выражался он, 

 «я не могу поставить его выше себя, имея равное с ним достоинство вали
 
В сентябре 1789 года, на фоне разгоревшейся русско-турецкой войны, шамхал Тарковский заверил российское командование в лице князя Потемкина о своей верности и готовности служить России.
Грамотою Императрицы Екатерины II, данною 19 апреля 1793 года, Баммат-шаухал подтвержден с потомством в шаухальском достоинстве и при этом пожалованы: брильянтовое перо, для ношения на шапке в знак шаухальского достоинства, и степень тайного советника, с тем чтобы перо и сан тайного советника переходили к преемникам его. Сверх того, ему же назначен ежегодный отпуск 2 т. р. для содержания войска в постоянной готовности на службу России и оборону Шаухальства. Ему платили из казны в год 6 тысяч рублей. За услуги царскому правительству в начале XIX в. Мехти-шамхал был произведен в генерал-лейтенанты. Ему также указом императора  Александра I от 10 сентября 1806 г. было пожаловано достоинство Дербентского хана, с правом сбора налогов в свою пользу, за исключением собственно Дербента.